# Uzan
Pour les articles homonymes, voir Uzan (homonymie).
Uzan (en béarnais Usand ou Usan) est une commune française du Béarn, située dans le département des Pyrénées-Atlantiques, en région Nouvelle-Aquitaine.

## Géographie

### Localisation
La commune d'Uzan se trouve dans le département des Pyrénées-Atlantiques, en région Nouvelle-Aquitaine.
Elle se situe à 27 km par la route de Pau, préfecture du département, et à 16 km d'Artix, bureau centralisateur du canton d'Artix et Pays de Soubestre dont dépend la commune depuis 2015 pour les élections départementales.
La commune fait en outre partie du bassin de vie d'Arzacq-Arraziguet.
Les communes les plus proches sont : 
Géus-d'Arzacq (1,5 km), Bouillon (1,6 km), Larreule (2,5 km), Pomps (3,3 km), Arnos (3,5 km), Garos (3,8 km), Boumourt (4,4 km), Morlanne (4,4 km).
Sur le plan historique et culturel, Uzan fait partie de la province du Béarn, qui fut également un État souverain indépendant, de 1347 à 1620 et qui présente une unité historique et culturelle à laquelle s’oppose une diversité frappante de paysages au relief tourmenté.

### Communes limitrophes
Les communes limitrophes sont  Arnos, Bouillon, Boumourt, Garos, Géus-d'Arzacq, Larreule et Mazerolles.
|               | Bouillon | Garos      |
| Géus-d'Arzacq | Uzan     | Larreule   |
| Arnos         | Boumourt | Mazerolles |

### Hydrographie

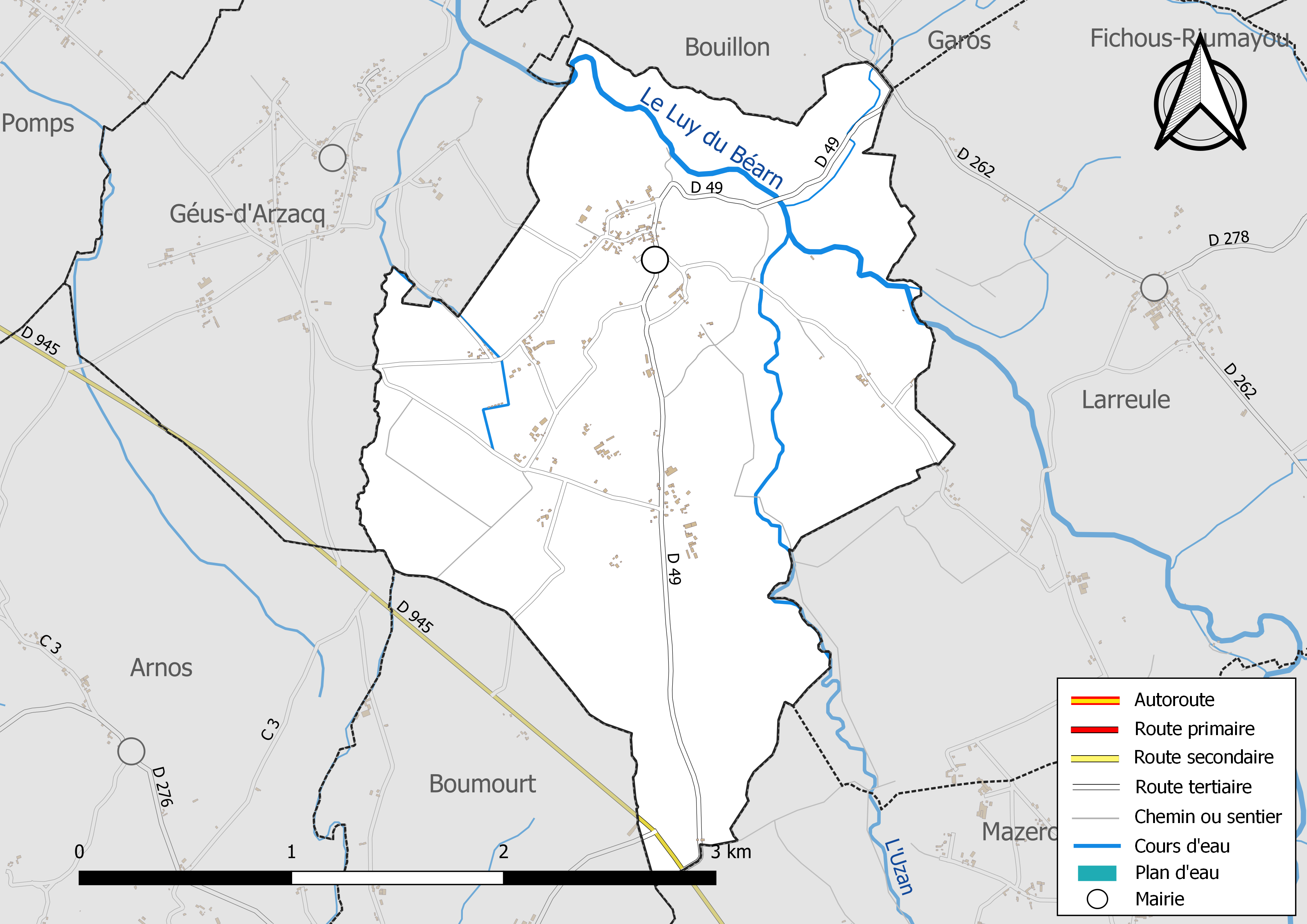
Réseaux hydrographique et routier d'Uzan.

La commune est drainée par le Luy de Béarn, l'Uzan et par divers petits cours d'eau, constituant un réseau hydrographique de 7 km de longueur totale,.
Le Luy de Béarn, d'une longueur totale de 76,6 km, prend sa source dans la commune d'Andoins et s'écoule du sud-est vers le nord-ouest. Il traverse la commune et se jette dans le Luy à Gaujacq, après avoir traversé 30 communes.
L'Uzan, d'une longueur totale de 23,6 km, prend sa source dans la commune de Lons et s'écoule du sud-est vers le nord-ouest. Il traverse la commune et se jette dans le Luy de Béarn sur le territoire communal, après avoir traversé 12 communes. Ce cours d'eau alimentait le canal du moulin jusqu'à la fin des années 1940, où il fut laissé à l'abandon. En effet, selon un dernier témoignage, les meules avaient été changées par des modèles beaucoup trop gosses, qui n'ont jamais pu tourner faute de suffisamment d'eau.
Il existait un autre moulin sur le Luy de Béarn, plus récent datant du XVIe siècle, à l'ouest du pont, sur la rive côté Bouillon. Il ne reste plus que les vestiges d'une pléchère (mur du canal) et une meule enfouie.
On retrouve aux archives départementale un document détaillé en béarnais, attestant d'un accord entre Jacquette de Cassaigne Dame de Bouillon et les jurats et habitants d'Uzan, concernant ce canal et la construction de ce moulin.[réf. nécessaire]

### Climat
Pour des articles plus généraux, voir Climat de la Nouvelle-Aquitaine et Climat des Pyrénées-Atlantiques.
Historiquement, la commune est exposée à un climat de montagne.
En 2020, Météo-France publie une typologie des climats de la France métropolitaine dans laquelle la commune est toujours exposée à un climat de montagne et est dans la région climatique Pyrénées atlantiques, caractérisée par une pluviométrie élevée (>1 200 mm/an) en toutes saisons, des hivers très doux (7,5 °C en plaine) et des vents faibles.
Pour la période 1971-2000, la température annuelle moyenne est de 13,5 °C, avec une amplitude thermique annuelle de 14,3 °C. Le cumul annuel moyen de précipitations est de 1 147 mm, avec 11,6 jours de précipitations en janvier et 7,7 jours en juillet. Pour la période 1991-2020, la température moyenne annuelle observée sur la station météorologique la plus proche, située sur la commune de Pomps à 3 km à vol d'oiseau, est de 14,1 °C et le cumul annuel moyen de précipitations est de 1 062,2 mm,. Pour l'avenir, les paramètres climatiques de la commune estimés pour 2050 selon différents scénarios d’émission de gaz à effet de serre sont consultables sur un site dédié publié par Météo-France en novembre 2022.

### Milieux naturels et biodiversité
Aucun espace naturel présentant un intérêt patrimonial n'est recensé sur la commune dans l'inventaire national du patrimoine naturel,,.

## Urbanisme

### Typologie
Au 1er janvier 2024, Uzan est catégorisée commune rurale à habitat très dispersé, selon la nouvelle grille communale de densité à sept niveaux définie par l'Insee en 2022.
Elle est située hors unité urbaine. Par ailleurs la commune fait partie de l'aire d'attraction de Pau, dont elle est une commune de la couronne,. Cette aire, qui regroupe 227 communes, est catégorisée dans les aires de 200 000 à moins de 700 000 habitants,.

### Occupation des sols

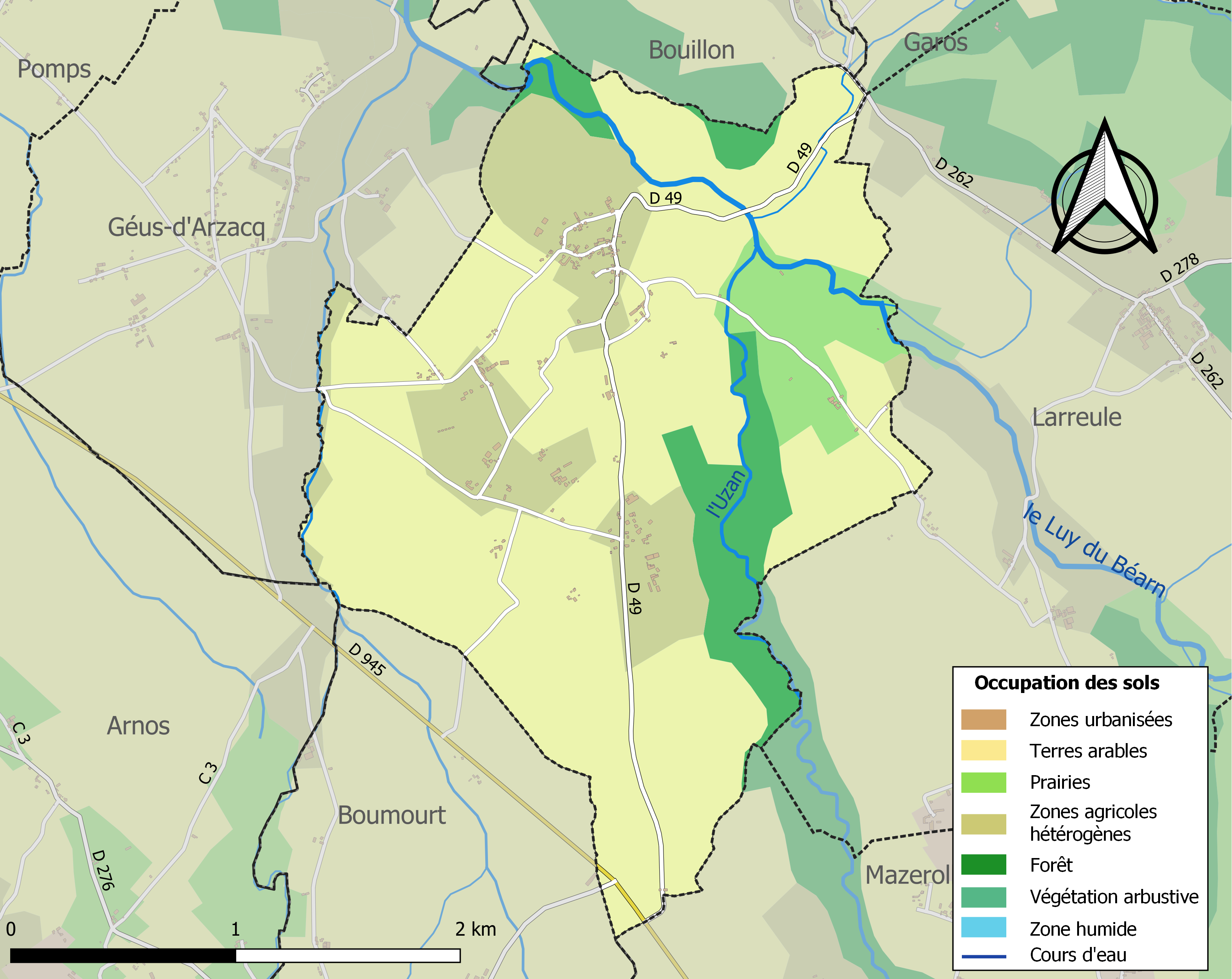
Carte des infrastructures et de l'occupation des sols de la commune en 2018 (CLC).

L'occupation des sols de la commune, telle qu'elle ressort de la base de données européenne d’occupation biophysique des sols Corine Land Cover (CLC), est marquée par l'importance des territoires agricoles (91 % en 2018), une proportion identique à celle de 1990 (91 %). La répartition détaillée en 2018 est la suivante : 
terres arables (65,2 %), zones agricoles hétérogènes (19,2 %), forêts (9 %), prairies (6,6 %). L'évolution de l’occupation des sols de la commune et de ses infrastructures peut être observée sur les différentes représentations cartographiques du territoire : la carte de Cassini (XVIIIe siècle), la carte d'état-major (1820-1866) et les cartes ou photos aériennes de l'IGN pour la période actuelle (1950 à aujourd'hui).

### Lieux-dits et hameaux
- Lavignasse ;
- Morlanne.

### Voies de communication et transports
La commune est desservie par les routes départementales D 49 et D 945.
Placée sur le GR65, chemin de Saint-Jacques de Compostelle, elle est traversée par de nombreux pèlerins et randonneurs.

### Risques majeurs
Le territoire de la commune d'Uzan est vulnérable à différents aléas naturels : météorologiques (tempête, orage, neige, grand froid, canicule ou sécheresse), inondations et séisme (sismicité modérée). Un site publié par le BRGM permet d'évaluer simplement et rapidement les risques d'un bien localisé soit par son adresse soit par le numéro de sa parcelle.
Certaines parties du territoire communal sont susceptibles d’être affectées par le risque d’inondation par une crue à  débordement lent de cours d'eau, notamment le Luy du Béarn et l'Uzan. La commune a été reconnue en état de catastrophe naturelle au titre des dommages causés par les inondations et coulées de boue survenues en 1982, 1983 et 2009,.

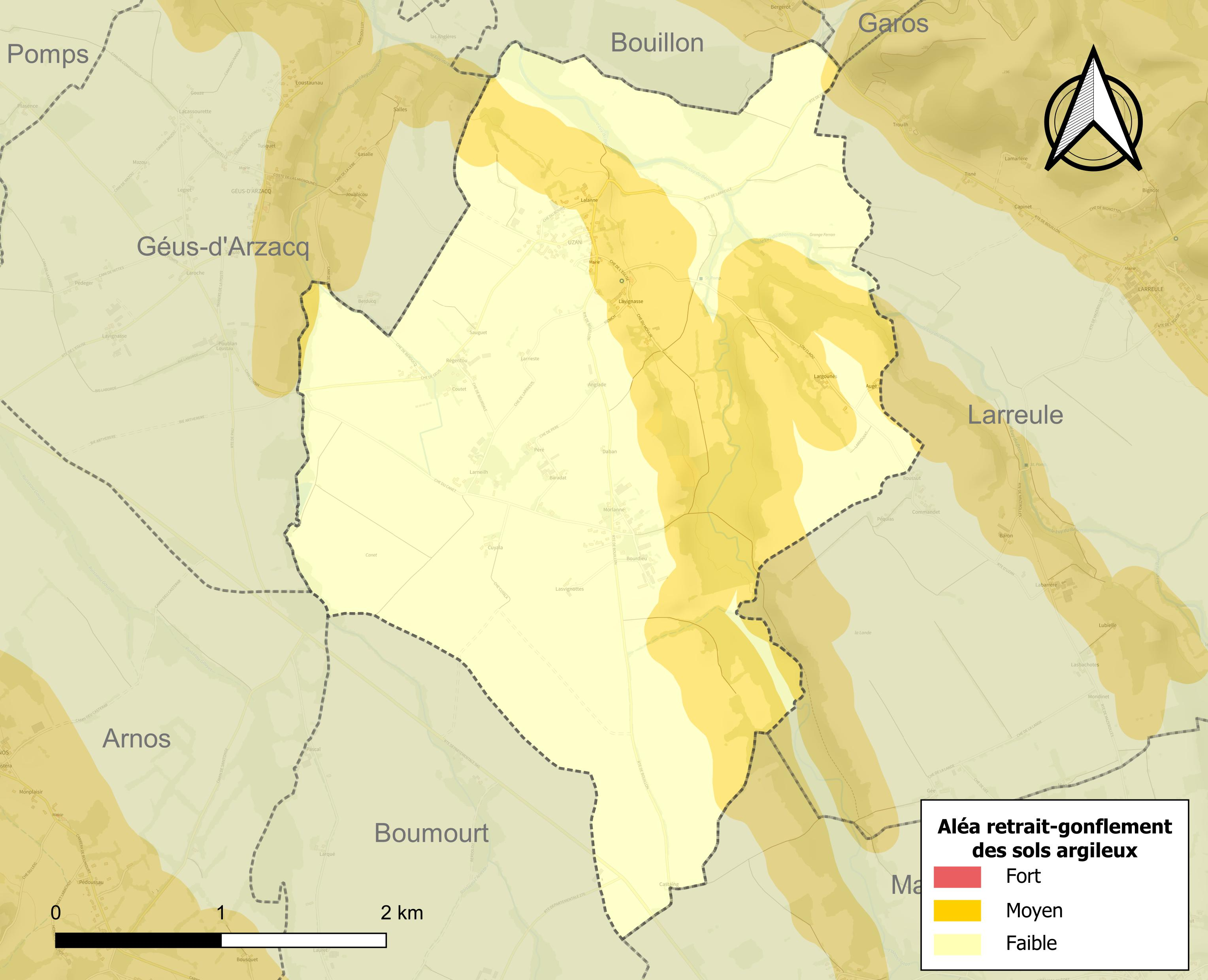
Carte des zones d'aléa retrait-gonflement des sols argileux d'Uzan.

Le retrait-gonflement des sols argileux est susceptible d'engendrer des dommages importants aux bâtiments en cas d’alternance de périodes de sécheresse et de pluie. 31,3 % de la superficie communale est en aléa moyen ou fort (59 % au niveau départemental et 48,5 % au niveau national). Depuis le 1er octobre 2020, en application de la loi ELAN, différentes contraintes s'imposent aux vendeurs, maîtres d'ouvrages ou constructeurs de biens situés dans une zone classée en aléa moyen ou fort,.

## Toponymie
Le toponyme Uzan est mentionné au Xe siècle (Pierre de Marca) et apparaît sous les formes Usan (1409, titres de Béarn), Sente-Quiterie d'Usan (1487, notaires de Larreule) et Ussan (1505, notaires de Garos).
Son nom béarnais est Usand ou Usan.

## Histoire
Paul Raymond note qu'en 1385, Uzan comptait 23 feux et dépendait du bailliage de Pau.

## Politique et administration
| Période                                  | Période | Identité                | Étiquette | Qualité |
| ---------------------------------------- | ------- | ----------------------- | --------- | ------- |
| avant 1981                               |         | Jean Hourcade           |           |         |
| 1995                                     | 2008    | Marie-Christine Lahonde |           |         |
| 2008                                     | 2014    | Gilbert Perarnaud       |           |         |
| 2014                                     | 2023    | Christine Morlanne      |           |         |
| Les données manquantes sont à compléter. |         |                         |           |         |

### Intercommunalité
Uzan appartient à cinq structures intercommunales :
- la communauté de communes des Luys en Béarn ;
- le SIVU de regroupement pédagogique de Géus-d'Arzacq - Luy de Béarn ;
- le SIVU pour l'entretien de la voirie et des espaces verts de Mazerolles, Larreule, Uzan et Louvigny ;
- le syndicat AEP d'Arzacq ;
- le syndicat d'énergie des Pyrénées-Atlantiques.

## Population et société

### Démographie
L'évolution du nombre d'habitants est connue à travers les recensements de la population effectués dans la commune depuis 1793. Pour les communes de moins de 10 000 habitants, une enquête de recensement portant sur toute la population est réalisée tous les cinq ans, les populations de référence des années intermédiaires étant quant à elles estimées par interpolation ou extrapolation. Pour la commune, le premier recensement exhaustif entrant dans le cadre du nouveau dispositif a été réalisé en 2005.

En 2022, la commune comptait 164 habitants, en évolution de −6,82 % par rapport à 2016 (Pyrénées-Atlantiques : +3,78 %, France hors Mayotte : +2,11 %).
| 1793 | 1800 | 1806 | 1821 | 1831 | 1836 | 1841 | 1846 | 1851 |
| ---- | ---- | ---- | ---- | ---- | ---- | ---- | ---- | ---- |
| 285  | 293  | 296  | 303  | 335  | 349  | 337  | 325  | 340  |

| 1856 | 1861 | 1866 | 1872 | 1876 | 1881 | 1886 | 1891 | 1896 |
| ---- | ---- | ---- | ---- | ---- | ---- | ---- | ---- | ---- |
| 329  | 288  | 282  | 234  | 254  | 264  | 274  | 271  | 249  |

| 1901 | 1906 | 1911 | 1921 | 1926 | 1931 | 1936 | 1946 | 1954 |
| ---- | ---- | ---- | ---- | ---- | ---- | ---- | ---- | ---- |
| 252  | 251  | 240  | 209  | 195  | 179  | 191  | 168  | 149  |

| 1962 | 1968 | 1975 | 1982 | 1990 | 1999 | 2005 | 2006 | 2010 |
| ---- | ---- | ---- | ---- | ---- | ---- | ---- | ---- | ---- |
| 171  | 166  | 146  | 164  | 156  | 153  | 151  | 147  | 151  |

| 2015 | 2020 | 2022 | - | - | - | - | - | - |
| ---- | ---- | ---- | - | - | - | - | - | - |
| 174  | 164  | 164  | - | - | - | - | - | - |

## Économie
L'économie locale est agricole basée en grande partie à la culture du maïs, bien que certains tentent de se diversifier. Il n'existe pas de commerces. Depuis l'abandon récent de la production laitière faute de rentabilité, certains éleveurs se sont lancés dans l’élevage de volaille en liberté.

## Culture locale et patrimoine
La langue parlée couramment, il y a encore quelques années était le béarnais, classée dans les dialectes gascons issu de « l’occitan » Cette langue en plein renouveau et soutenue par l'Europe, est enseignée par les Calandretas, des associations et plus récemment dans des classes bilingues au sein de l'école publique. Quelques heures de béarnais par semaine, sont enseignés au sein du RPI (regroupement pédagogique intercommunal)

### Patrimoine civil
Uzan est à l'origine une bastide fondée par les moines de l'abbaye de Larreule à la fin du Xe siècle.
Les vestiges du moulin à eau d'Uzan, dont il ne reste que trois murs et deux meules (photos R. Le Coz), est situé sur le chemin du bas, en partant de l'église, on suit ce chemin en direction des bois de La Barthe. Vous le découvrirez sûrement derrière les broussailles. Ce moulin date vraisemblablement du XIIe ou XIIIe siècle (sources AD64, liasse DD1). Il eut plusieurs propriétaires dont l'abbaye de Larreule, qui en fut spoliée à l'époque des guerres de religions.

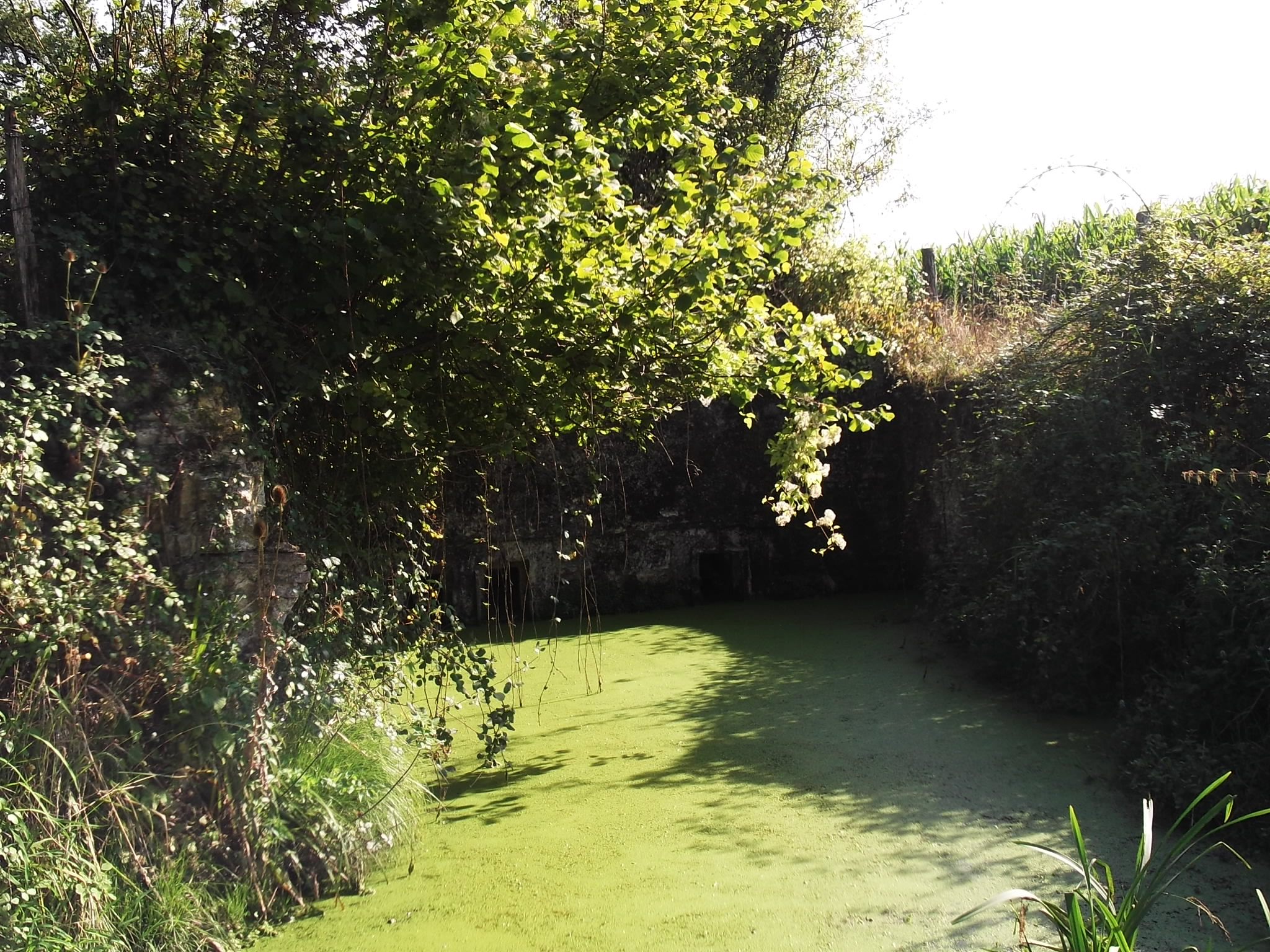
Vestiges du moulin.

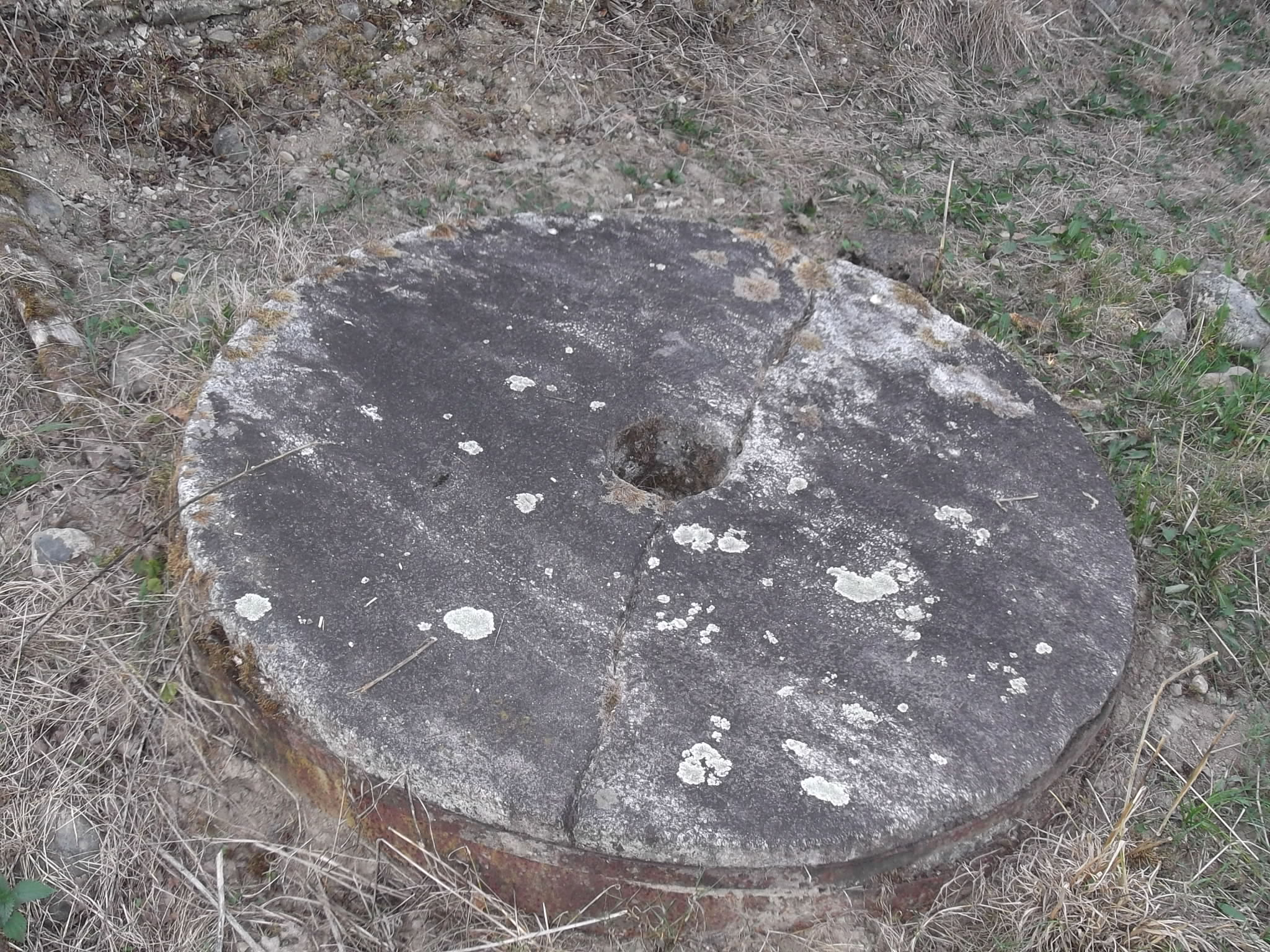
Meule.

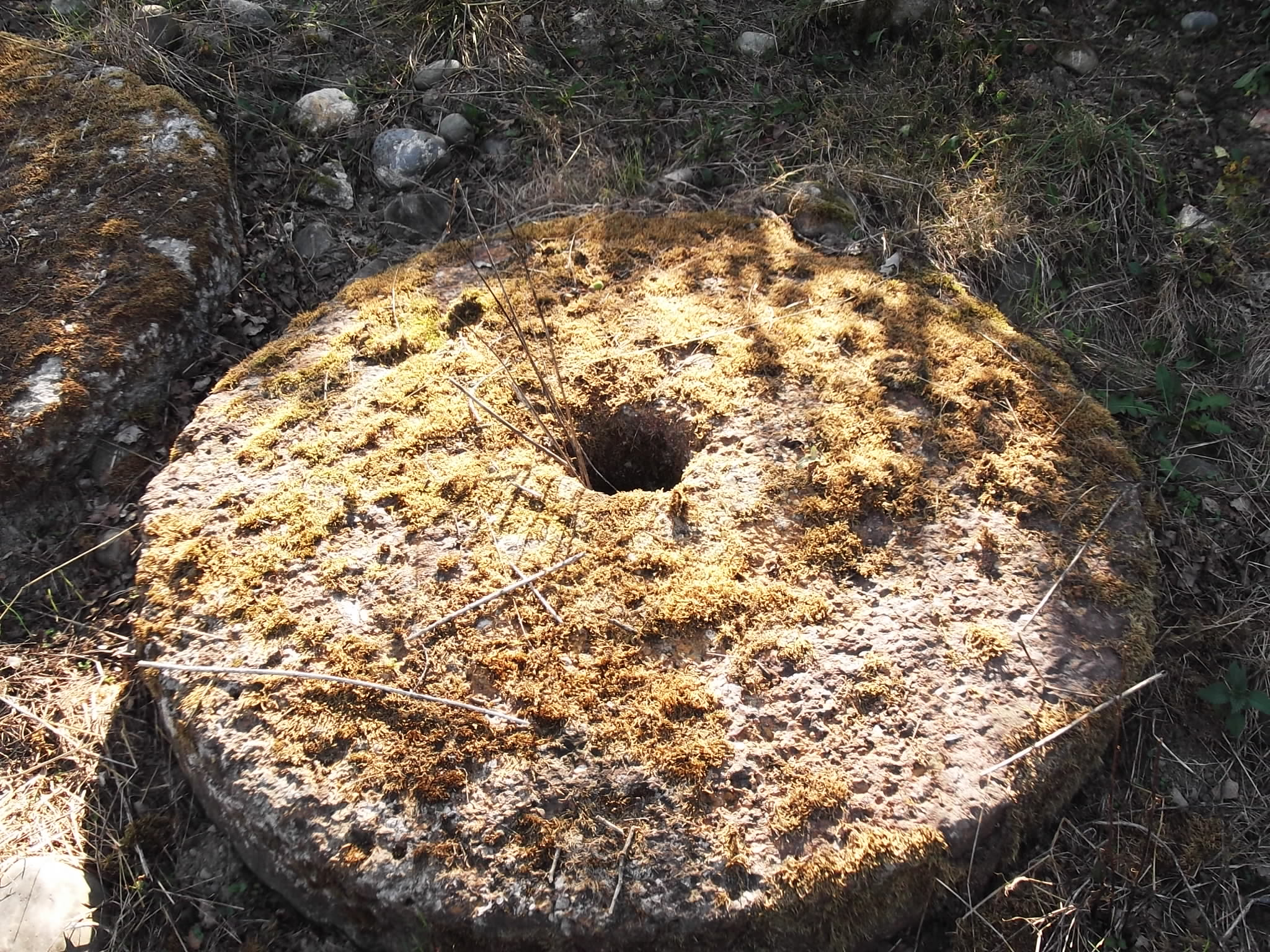
Meule.

### Patrimoine religieux
L'église Sainte-Quitterie (Senta Quitèira) fut construite au XIIe siècle et a fait l'objet de profonds remaniements au XIXe et au XXe siècle. On y trouve deux autels inventoriés par le ministère de la Culture ainsi qu'une stèle discoïdale du XVIIIe siècle.
L'église est construite en contrebas du village auprès de la « houn de Sente Quiteyre » fontaine de Sainte-Quitterie. Sente Quitterie d'Uzan est mentionnée en 1487, mais ce lieu de pèlerinage est plus ancien.
La fontaine Sainte-Quitterie fut restaurée au cours des années 1980 par monsieur Henri Hirigoyen (dit Laplace) alors adjoint au maire de la commune ; Monsieur Jean Hourcade.
Uzan se situe sur les chemins de Saint-Jacques de Compostelle. Tous les jours de l'année, de nombreux pèlerins traversent le village.

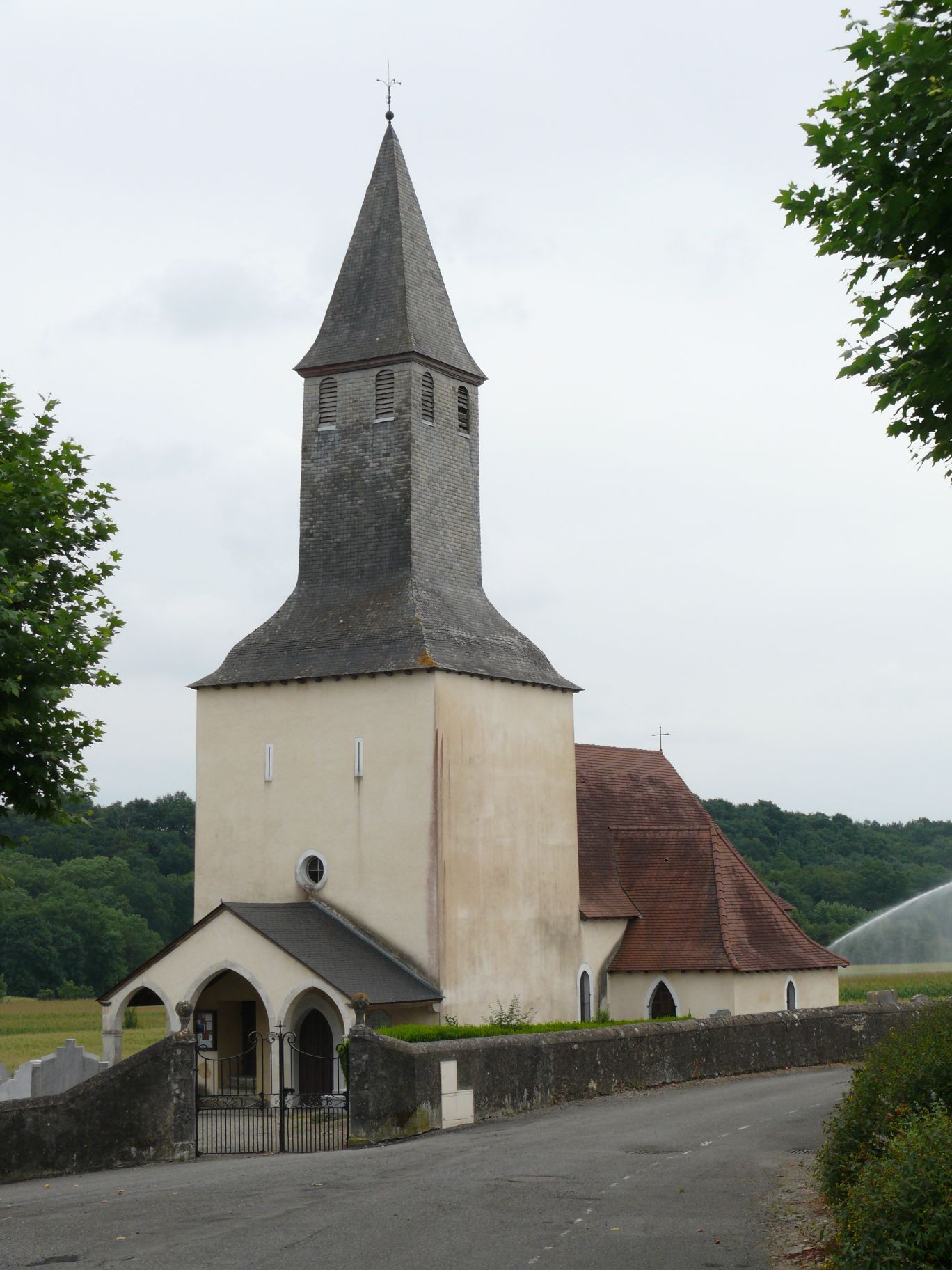
Église Sainte-Quiterie XIIe siècle.
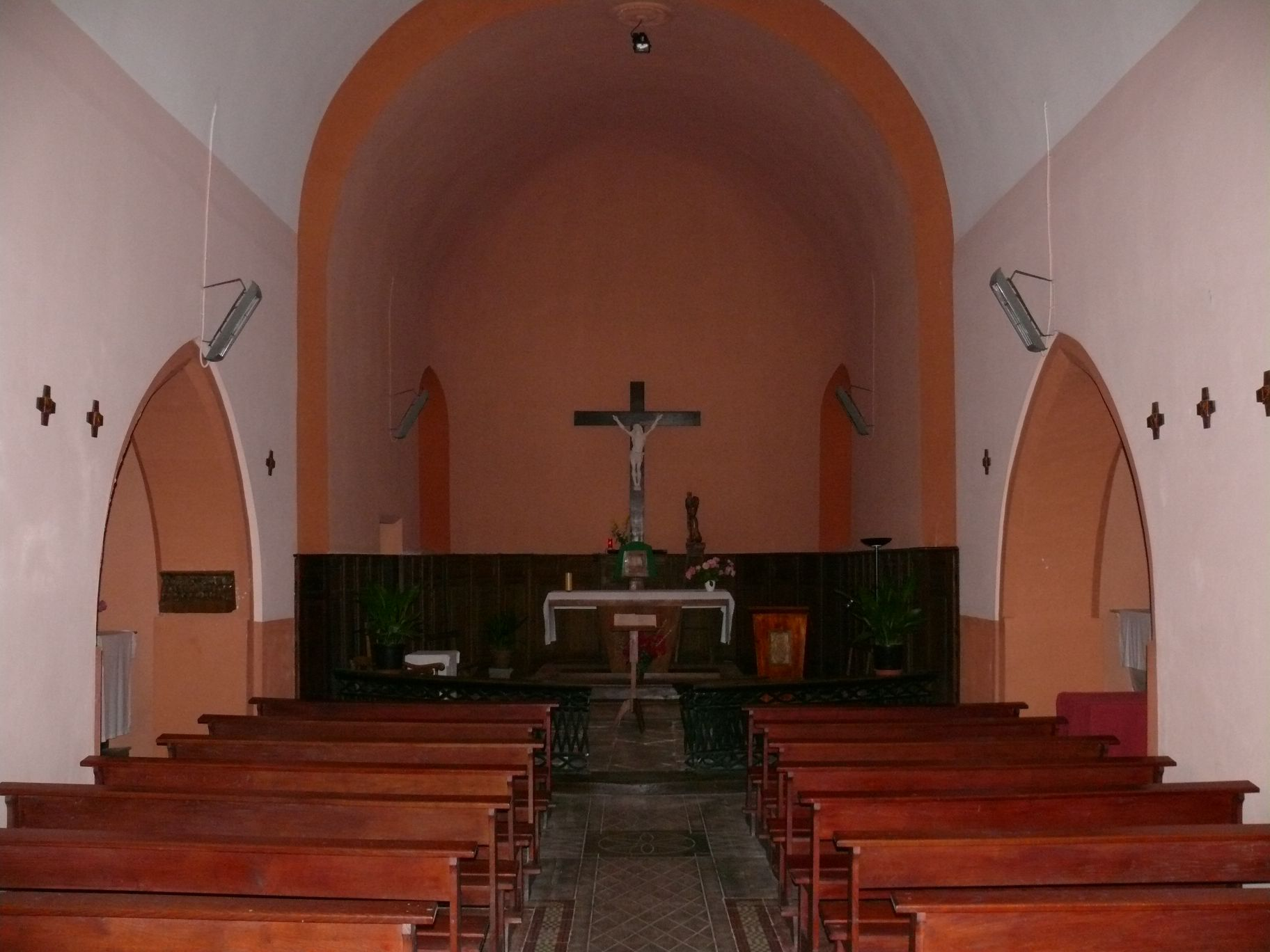
La nef.
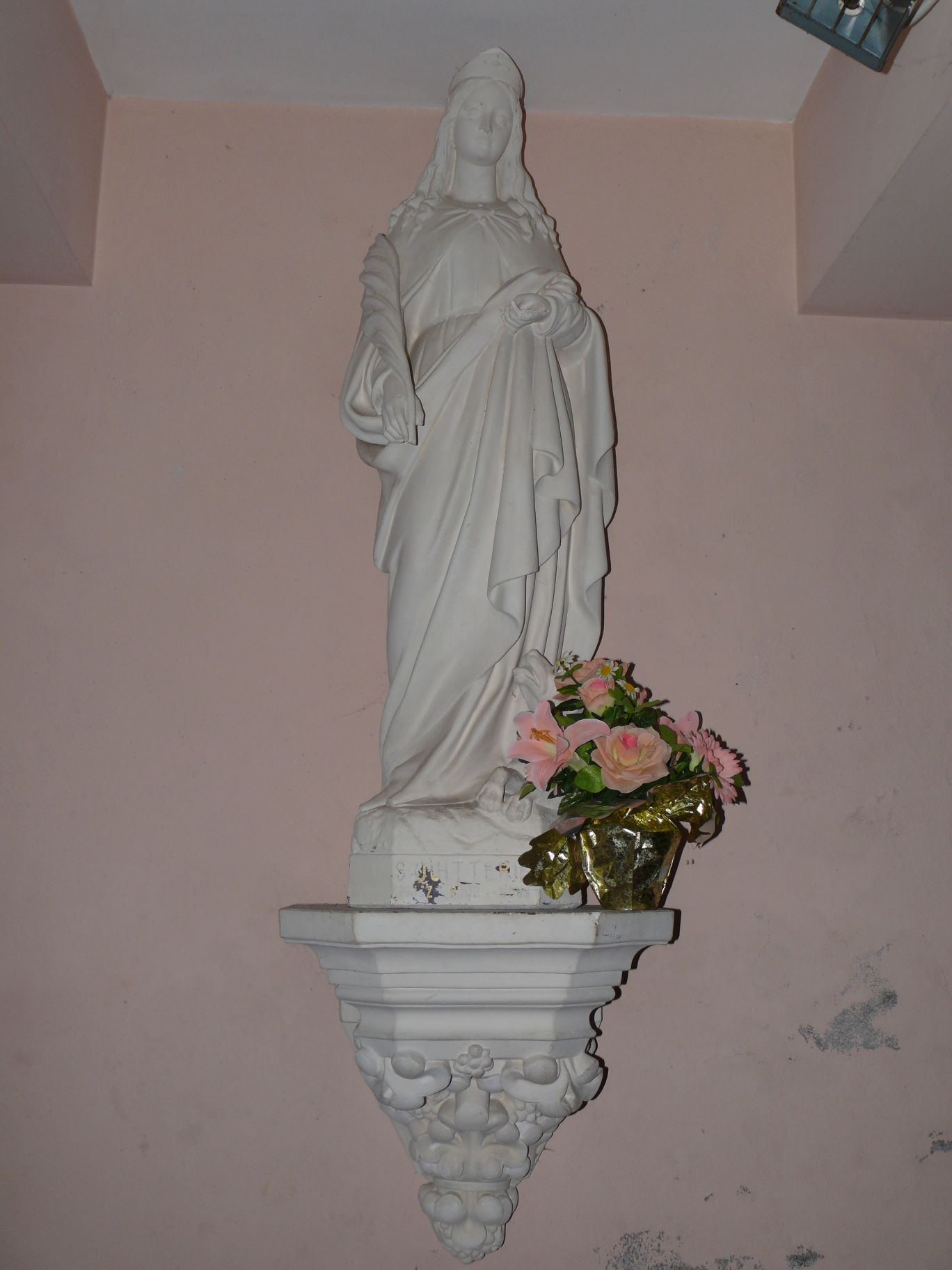
Statue de Sainte-Quitterie.
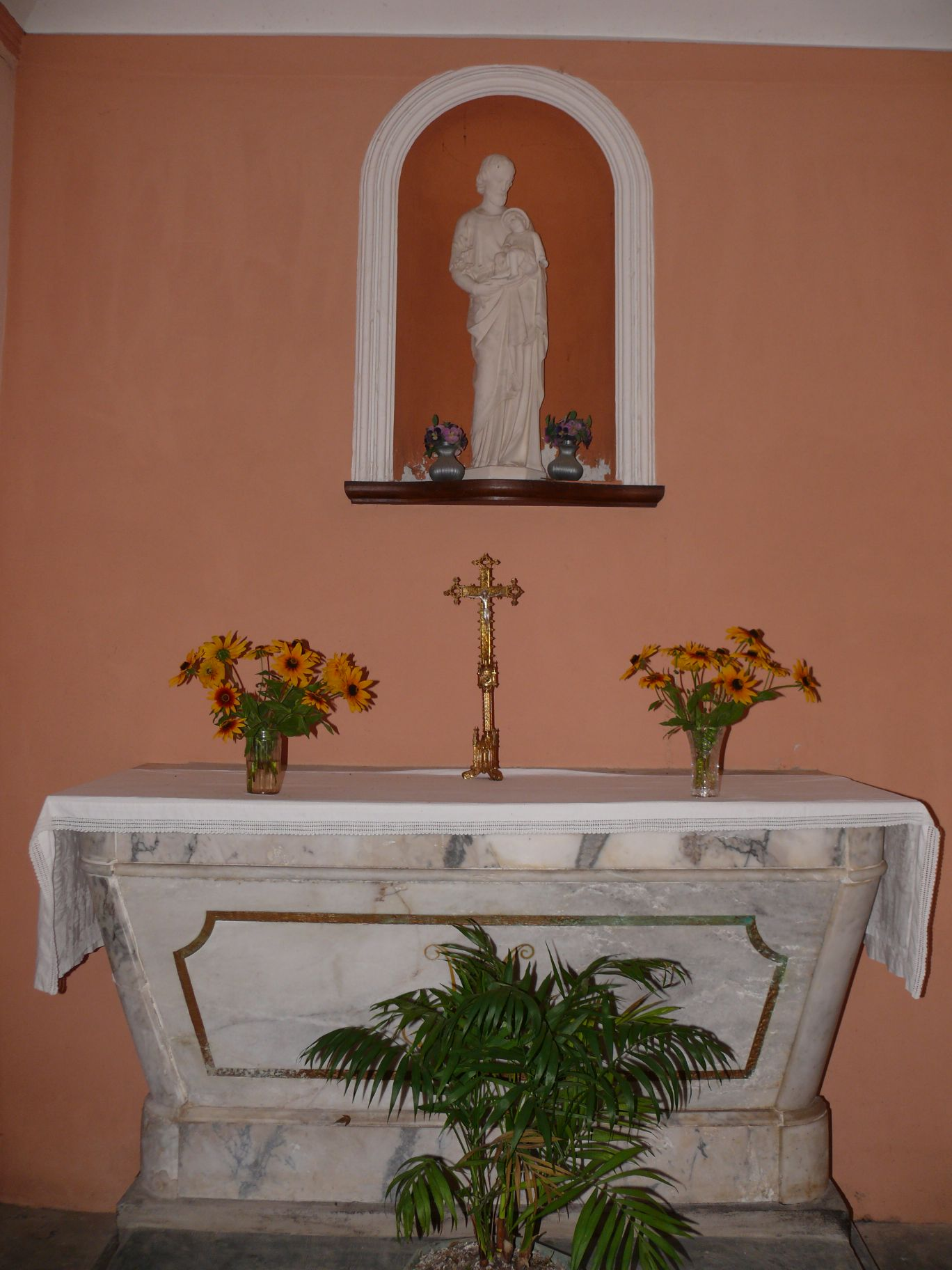
Autel de Saint-Joseph.
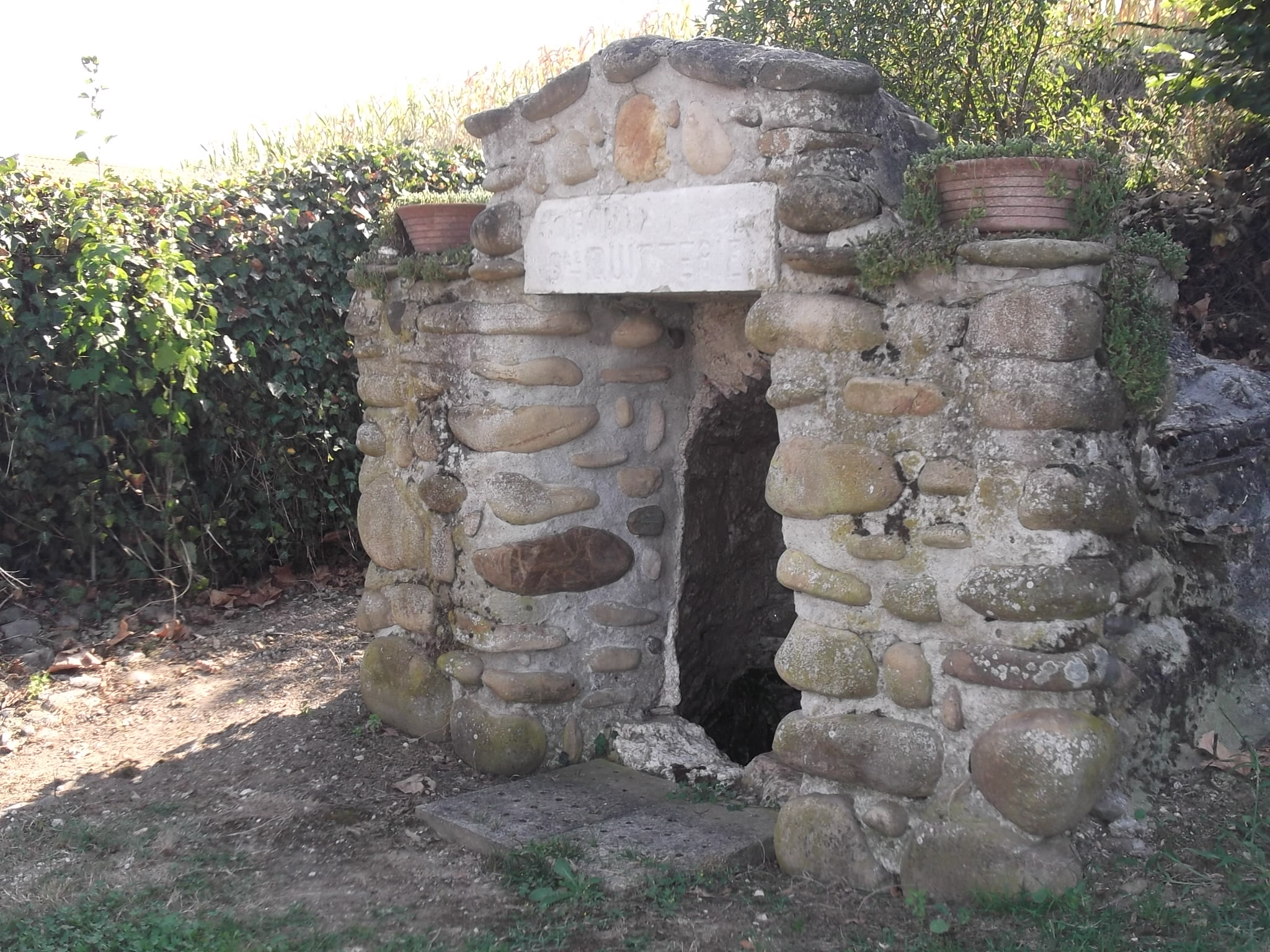
Fontaine Sainte-Quitterie d'Uzan.
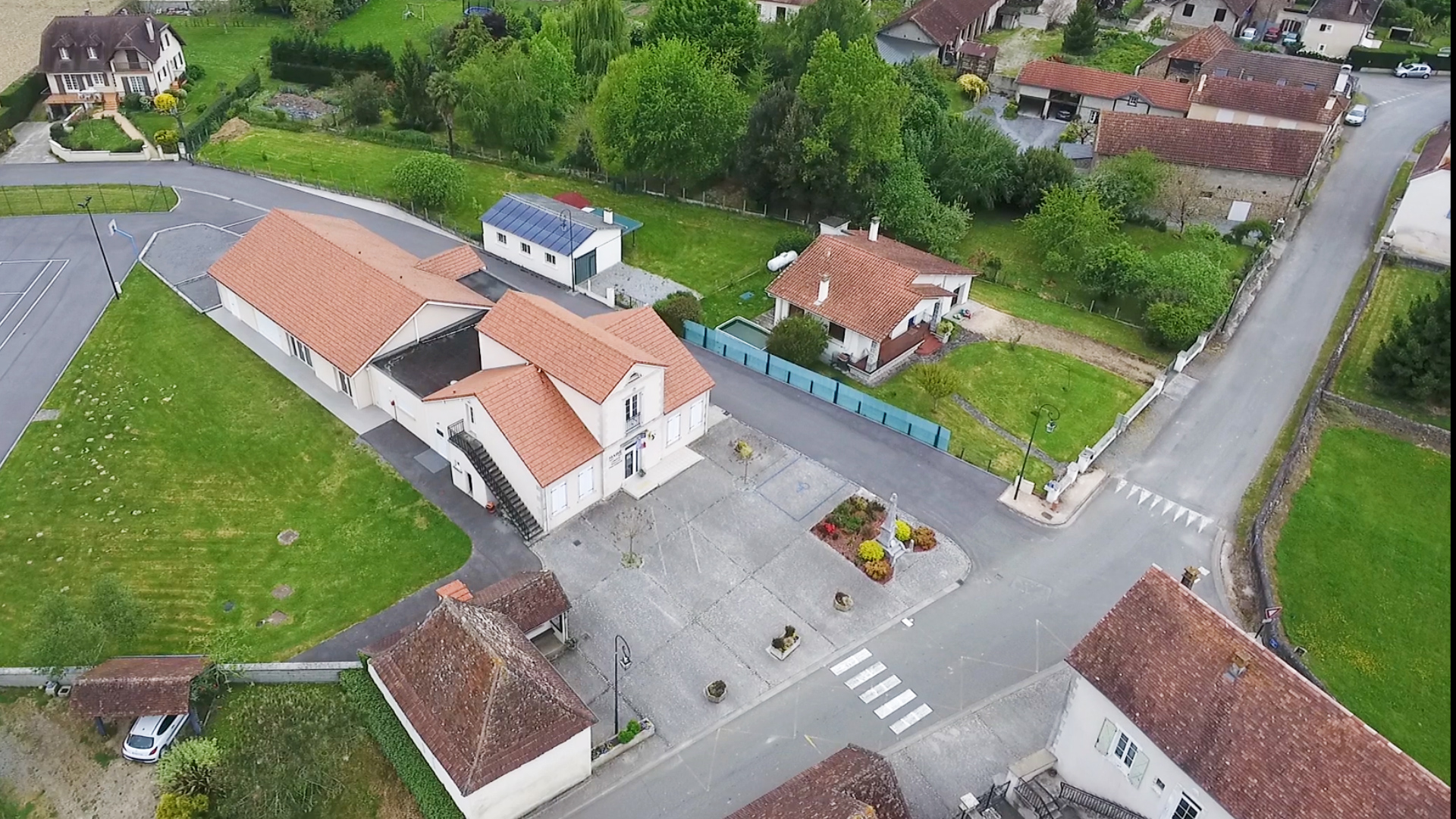
Mairie salle des fêtes.
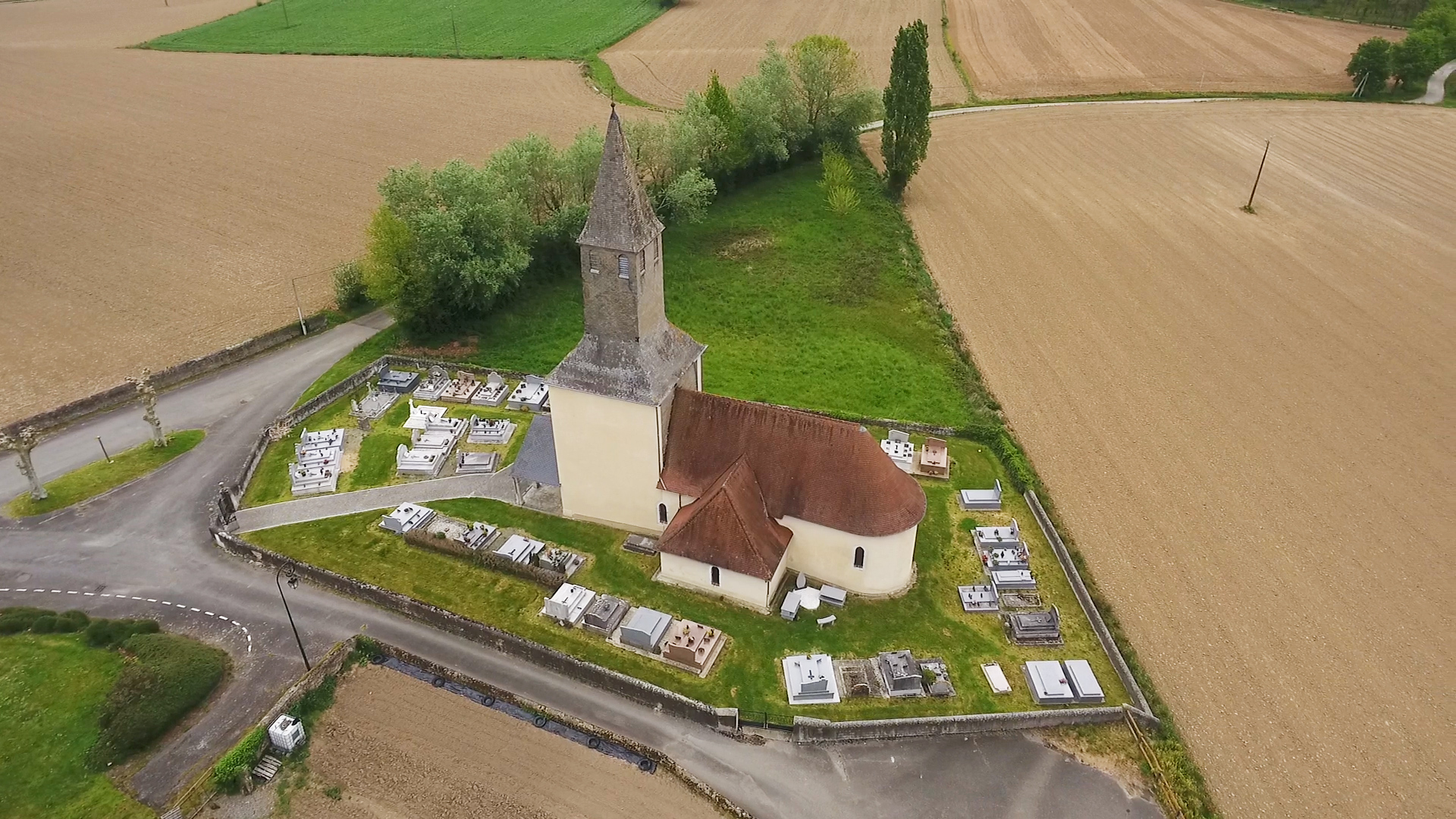
Église Sainte-Quiterie XIIe siècle, vue aérienne.
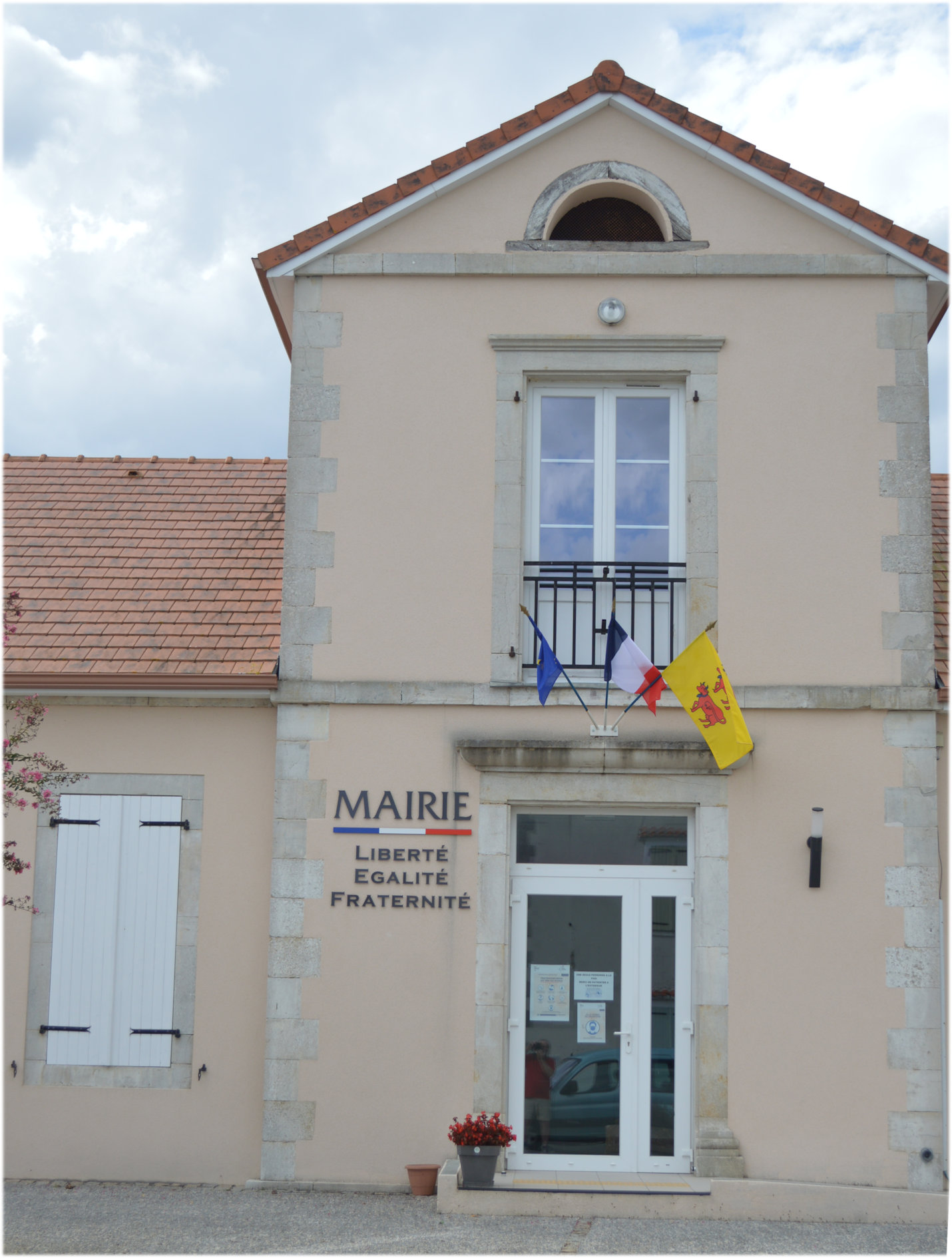
Façade de la mairie rénovée.
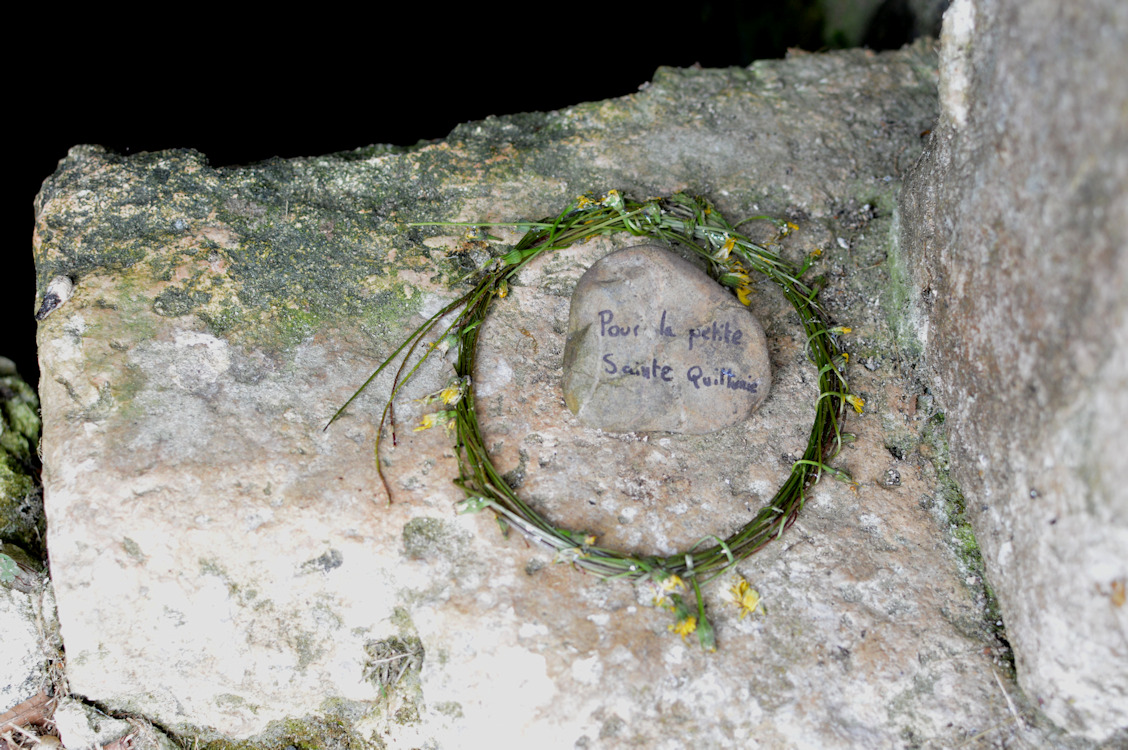
Ex voto déposé en 2022 sur le bord de la fontaine Sainte-Quiterie (Senta Quiteìre) d'Uzan.
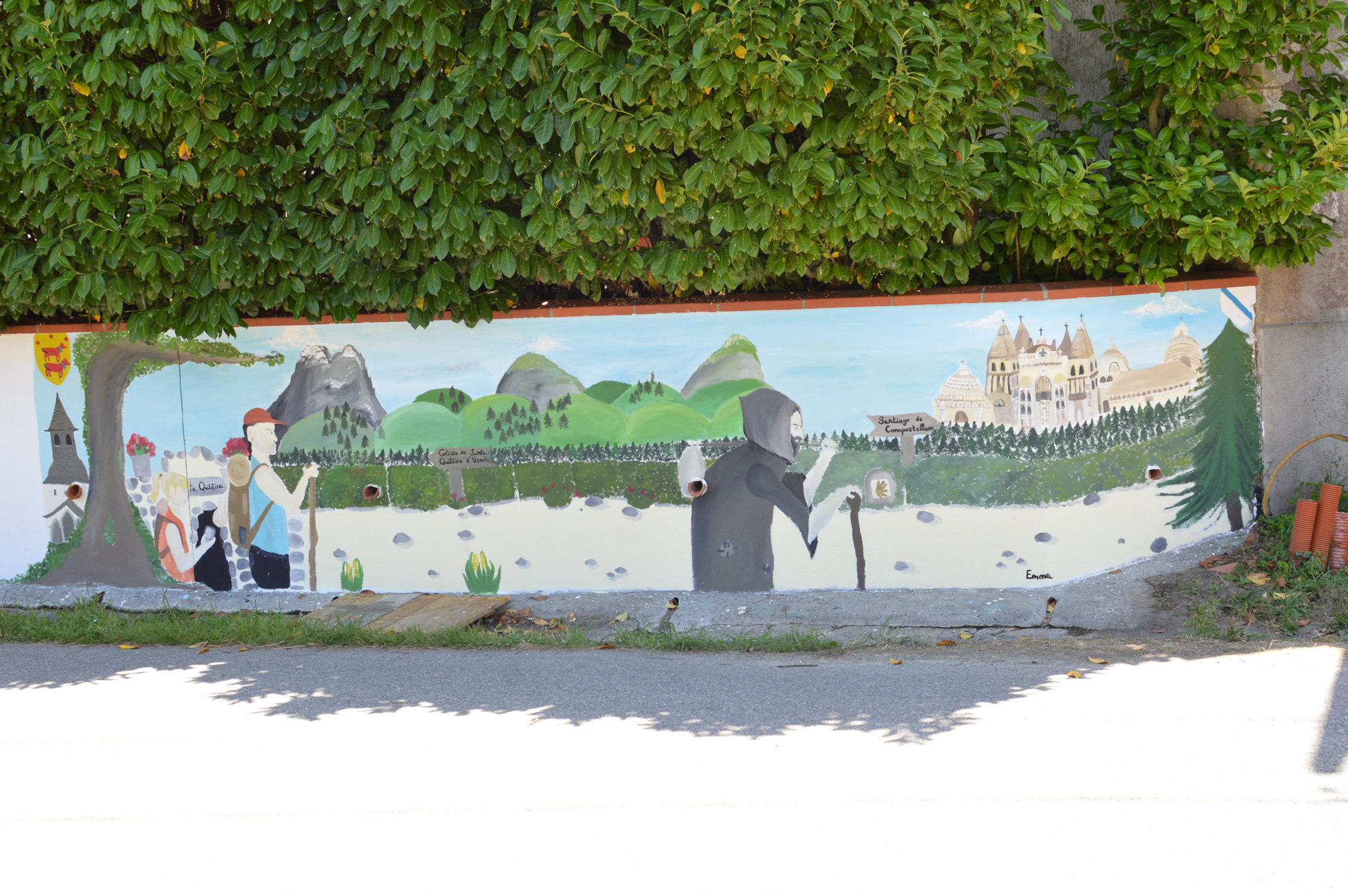
Chemin de St Jacques ; hier et aujourd'hui. Fresque « naïve » d'Emma, 17 ans.
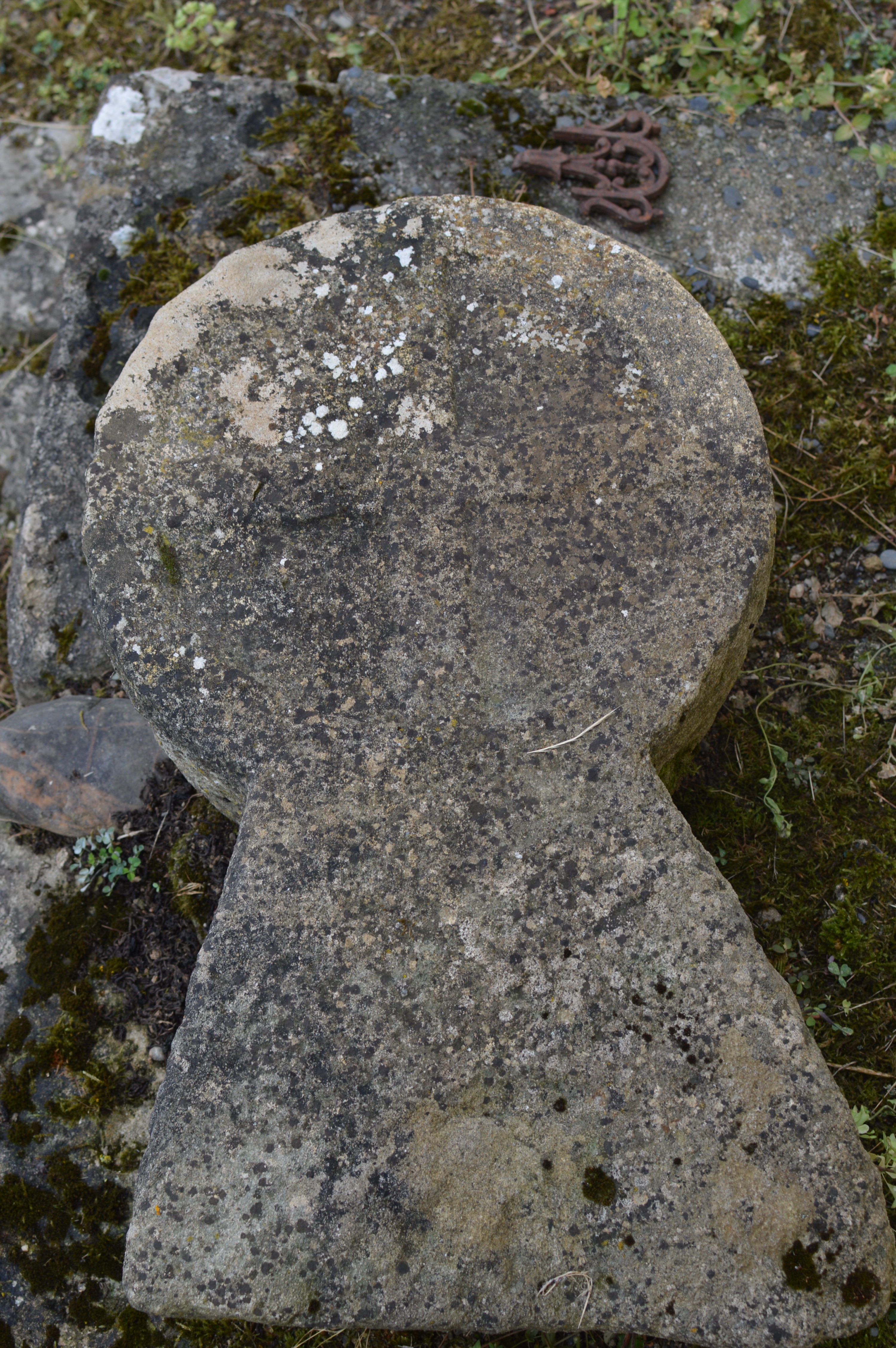

## Équipements
Grande salle des fêtes avec cuisine équipée. Tables de pique-niques bords de l'Uzan, fontaine, mairie.